# WNL

Das Logo des WNL

WNL (kurz für Wij Nederland) ist ein niederländischer Öffentlich-rechtlicher Rundfunk, gegründet am 16. Februar 2009. WNL positioniert sich politisch rechts und will ein Gegengewicht zu den „einseitig linken Ansichten“ sein, die nach Ansicht der Gründer im öffentlich-rechtlichen Rundfunk vorherrschen. Die erste Ausstrahlung, ein Morgenmagazin („Ochtendspits“), war am 6. September 2010 auf NPO 1.

## Geschichte

### Abkürzung WNL
Ursprünglich stand die Abkürzung WNL für Wakker Nederland ("Wache Niederlande" oder „Erwachte Niederlande“). 2020 wurde WNL umgedeutet als Wij Nederland und fand so Verwendung im Slogan 'De omroep van Wij Nederland' (sinngem. „Der Rundfunk unserer Niederlande“).

### Gründung
WNL wurde vom Journalisten Sjuul Paradijs (* 1962) gegründet, zu jener Zeit Chefredakteur des De Telegraaf, welche sich in ihrer rechtspopulistischen Ausrichtung folgend als De krant voor wakker Nederland (Die Zeitung der erwachten [oder wachen] Niederlande) bezeichnet. Der Vorsitzende wurde Frank Volmer, zugleich Kaufmännischer Leiter der Telegraaf Media Groep, wie das Mediahuis Nederland bis 2019 noch hieß. Die Zeitung sah Chancen in dem neuen Sender, da in der Vergangenheit Initiativen für einen eigenen Rundfunk aufgrund der damit verbundenen Medienkonzentration am strengen Mediengesetz (Mediawet) von 2008 scheiterten. 

### Beitritt zum öffentlichen Rundfunk
Um für einen festgelegten Zeitraum von fünf Jahren (2010–2015) am öffentlich-rechtlichen Rundfunk als Anwärter („Aspirant-omroep“ bzw. „voorlopige erkenning“ nach Artikel 2.26) teilnehmen zu können, ist eine Mindestmitgliederzahl von 50.000 Personen notwendig. Auch durch das Mitwirken des Telegraaf, der auflagenstärksten Zeitung der Niederlande, wurde dieses Ziel zeitig  erreicht. Anschließend musste nur noch eine Lizenz beim Ministerie van Onderwijs, Cultuur en Wetenschap beantragt werden.
Das Commissariaat voor de Media merkte in seinem Gutachten an „... Insbesondere werden die wirtschaftliche Unabhängigkeit des Vereins von der Zeitung und der Name hervorgehoben.“ Der WNL arbeitet vollkommen unabhängig und hat einen eigenen Mitgliederrat. Dies gilt als eine der Voraussetzungen für einen öffentlich-rechtlichen Sender. Ein unabhängiger Aufsichtsrat, bestehend aus Politikern und Journalisten überwacht zudem die Arbeit des WNL-Vorstands.
Ein weiterer Aspirant, der seine Ausrichtung auch im Namen trägt, der Populistische Omroep Nederland, gab an seine Bestrebungen am öffentlich-rechtlichen Rundfunk teilnehmen zu wollen, worunter auch das (vergebliche) Erreichen der Mindestmitgliederzahl gehörte, zugunsten des WNL aufgeben zu wollen.

#### Reaktionen aus der Politik
Laut einem Bericht des Telegraaf vom 18. Februar 2009 soll der neue Sender von der CDA, der VVD, der PVV und auch dem GroenLinks-Bündnis sehr begrüßt worden sein. Mark Rutte, politischer Führer der bürgerlich-liberalen VVD und ein Jahr später Ministerpräsident der Niederlande soll sich zudem als Mitglied eingeschrieben haben. Vorsitzender und einziges Mitglied der PVV, Geert Wilders, sah den Sender als eine 'fantastisch initiatief' an und fügte hinzu  „endlich eine andere Stimme, als das unendliche linke Getue“. CDA-Fraktionsvorsitzender Pieter van Geel fand es „prima, dass sich der WNL mit einem völlig eigenen Meinungsbild an den Toren des Media Park in Hilversum meldet“ (eine Metapher, da der physische Einzug in den Media Park erst im Januar 2022 stattfand).

#### Reaktionen seitens des Nederlandse Publieke Omroep (NPO)
Die Stichting Nederlandse Publieke Omroep (NPO) wies darauf hin, dass nun zehn Anwärter „an der Pforte klopfen“ und befürchtete eine qualitative Verarmung, weil die gleichen staatlichen Mittel auf mehr Sender verteilt werden müssen.
Als Antwort auf die von den rechten aufstrebenden Sendern vertretene Position, dass die aktuellen Sendungen der NPO „linker Einheitsbrei“ seien, beschrieb der NPO-Vorsitzende Henk Hagoort die Arbeit seiner Nachrichtensendungen glaubwürdiger (orig.: „echter“) als „dreimal die Volkskrant“.
Der Gründer und Leiter des Omroep MAX, Jan Slagter, empfand den Zugang von WNL zum öffentlich-rechtlichen Rundfunksystem als eine unfaire Konkurrenz, angesichts der Tatsache, dass die auflagenstärkste Zeitung De Telegraaf an dessen Seite steht.

#### Positionierung
WNL positioniert sich seit seiner Gründung politisch rechts. „Der WNL versucht ein Gleichgewicht in Nachrichten und Magazine innerhalb der NPO zu bringen“, sagt WNL-Gründer Paradijs: „Eine rechte Stimme im Media Park gegenüber ‘linker Glaubensausrichtung’ (orig.: „tegenover de ‘linkse kerk’“) ist das Ziel.“ WNL ist es nach eigenen Angaben wichtig, sich deutlich von anderen Sendern abzugrenzen. Inhaltsschwerpunkte des WNL sind: Politik, Wirtschaft, Themen der Sicherheit und die niederländische Identität.
Nachdem der WNL 2021 einen festen Platz in der niederländischen Senderfamilie einnehmen konnte, wurde ihm damit auch mehr Sendezeit zugesprochen. Der WNL befand sich seit Gründung am Prins Bernhardplein in Amsterdam. Am 1. Januar 2022 verlagerte er seinen Sitz in den Media Park in Hilversum.

## Sendungen
Seit Herbst 2009 strahlt der WNL verschiedene Sendungen im Radio und Fernsehen aus. Über NPO 1 wird morgens das Nachrichtenjournal Goedemorgen Nederland und abends das Gesprächsformat Op1 gesendet. Andere Formate des WNL sind, neben vielen anderen, die niederländische Version von Dragons’ Den (siehe auch Die Höhle der Löwen) und das Fernseh-Experimentierformat TVLab.